# Sunset Fields Golf Club
Der Sunset Fields Golf Club war ein Golfplatz in der US-amerikanischen Stadt Los Angeles im Stadtteil Baldwin Hills.
Der Club wurde 1927 gegründet und der Platz von William P. Bell entworfen. 
Während der Olympischen Sommerspiele 1932 wurde auf dem Areal des Clubs der Crosslauf im Modernen Fünfkampf ausgetragen.
1954 wurde der Club geschlossen und der Platz wich Wohngebieten.